# 大霍羅然納

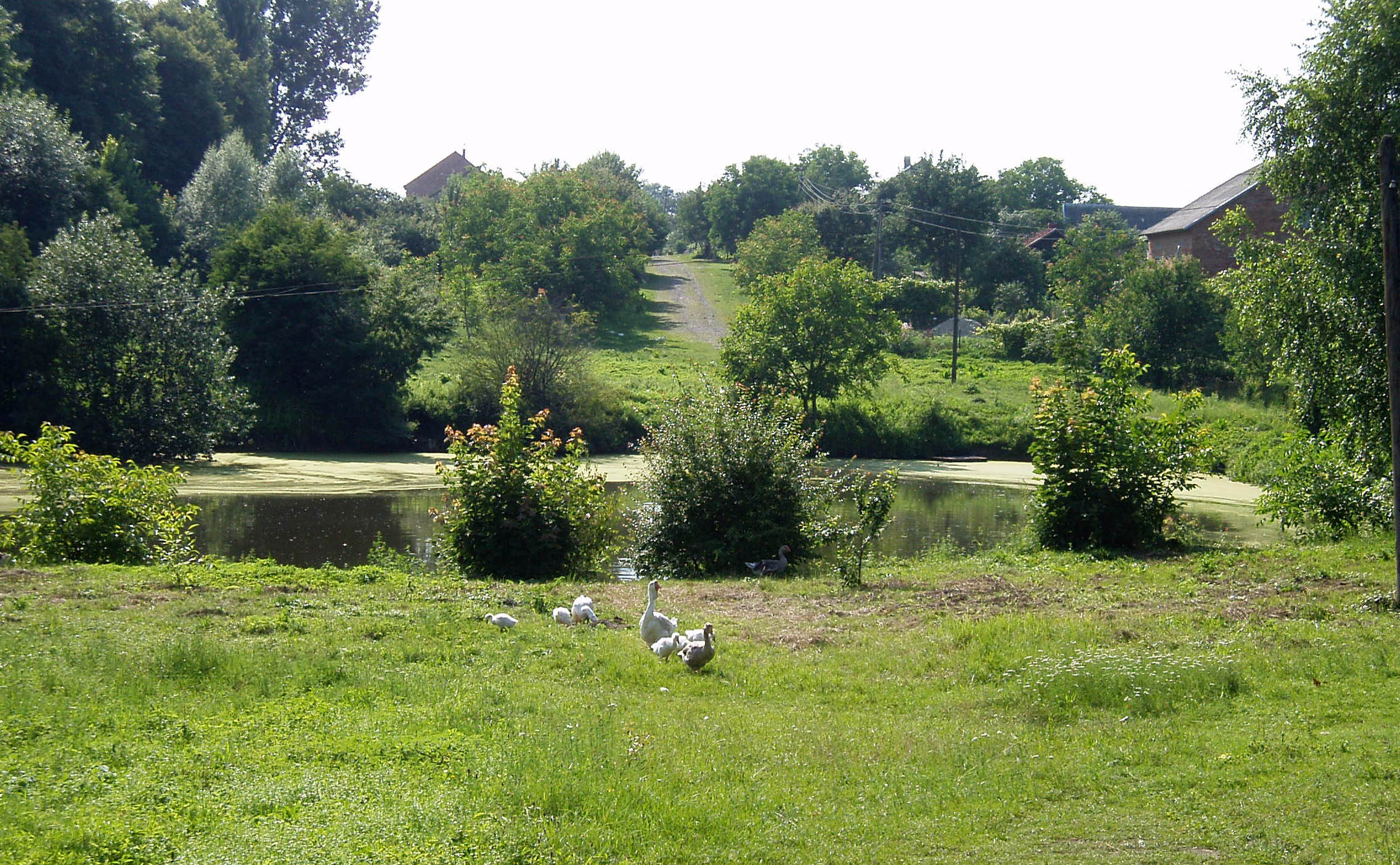

49°34′39″N 23°49′13″E / 49.57750°N 23.82028°E
大霍羅然納（烏克蘭語：Велика Горожанна），是烏克蘭西部利維夫州斯特雷區米科拉伊夫市镇的村庄。始建於1433年，面積3.17平方公里，人口1,070，人口密度每平方公里337.22人。